# Uroš Ljubomirac
Uroš Ljubomirac (in serbo Урош Љубомирац?; Zemun, 12 aprile 1990) è un calciatore serbo, attaccante del Mladost Lučani.

## Carriera
In carriera ha giocato 8 partite di qualificazione per l'Europa League, realizzandovi anche due reti.

## Palmarès

### Club

#### Competizioni nazionali
- Coppa di Malta: 1

Balzan: 2018-2019